# Degrassi Goes Hollywood
Miasto w Raju: Degrassi jedzie do Hollywood (tytuł oryginalny: Paradise City: Degrassi Goes Hollywood) – ekranizacja popularnego kanadyjskiego serialu młodzieżowego Degrassi: Nowe pokolenie. Pierwszym krajem, w jakim wyemitowano film, była Polska (miał premierę 18 lipca 2009), następnie w Kanadzie i w USA.

## Obsada
- Raymond Ablack – Sav Bhandari
- Kelly Clarkson (jako ona sama)
- Lauren Collins – Paige Michalchuk
- Nina Dobrev – Mia Jones
- Jake Epstein – Craig Manning
- Stacey Farber – Eleanor "Ellie" Nash
- Perez Hilton (jako on sam)
- Jamie Johnston – Peter Michael Stone
- Shane Kippel – Gavin "Spinner" Mason
- Mike Lobel – Jason "Jay" Hogart
- Miriam McDonald – Emma Nelson
- Jason Mewes (jako on sam)
- Adamo Ruggiero – Marco Del Rossi
- Michael Seater – Michael Ray
- Kevin Smith (jako on sam)
- Cassie Steele – Manuela "Manny" Santos
- Pete Wentz (jako on sam)
- Evan Williams – Kelly Ashoona

## Fabuła
Bohaterowie serialu Degrassi: Nowe pokolenie wyjeżdżają do Los Angeles w Kalifornii, by ziścić swoje sny i marzenia.
Manny Santos kontynuuje swoją karierę aktorską, Paige Michalchuk nabywa pierwszoplanową rolę w hollywoodzkim filmie przypominającym serię High School Musical. Dramatyczny związek Craiga i Ellie kontynuuje nasilenie po latach turbulencji. W międzyczasie, zespół Studz, założony przez Petera, Danny’ego, Spinnera i Sava, wydaje się mieć duże przebicie - jednak jak zwykle los chce inaczej. Manny pragnie dostać rolę w filmie Jasona Mewesa, opartym na jego życiorysie, jednak rolę byłej dziewczyny Jasona - Trixie - dostaje Paige. Manny gotowa jest rzucić studia aktorskie i walczyć o rolę. Jej decyzję popierają Jay Hogart (były chłopak) i Emma Nelson (najlepsza przyjaciółka). Kiedy Paige traci rolę w filmie za "gwiazdorzenie" i brak profesjonalizmu, Manny dostrzega swoją szansę i razem z Jayem, Mią Jones i chłopakami ze Studz wyrusza do "Miasta Aniołów". Paige natomiast - jako nowa diwa - lekceważy przyjaciół i ich problemy (Ellie zmaga się z wyrzutami sumienia związanymi z ojcem i problemami z Craigiem, który znów pojawia się w jej życiu). Sprawy się komplikują, bo Jason - zdenerwowany zachowaniem Paige - zawiesza pracę nad filmem. Do zmiany decyzji przekonuje go Paige, która po stracie przyjaciół otrząsa się i, by naprawić swój błąd, pomaga Manny w zdobyciu roli Trixie. Jason zgadza się na powrót do filmu i angażuje Manny. Paige zostaje jego asystentką, Ellie razem z Marco wraca do Kanady i przeprasza chorego ojca za brak zainteresowania jego stanem zdrowia, natomiast Manny wraca do Jaya.

## Soundtrack[1]
1. Cassie Steele - "Crash my Party".
2. Keith and Renee - "Good Year".
3. The Blue Seeds - "My Fair Weather Friend".
4. Jake Epstein - "Rescue You".
5. Howie Beck - "Watch Out For The Fuzz".
6. Cassie Steele - "Life is a Show".
7. The School - "All I Wanna Do".
8. The Two Minute Miracles - "The Bee Hell".
9. Jake Epstein - "Swan Song".
10. Scout - "Come on and Go".
11. Studz - "I Just Wanna Party (Live)".
12. Cassie Steele, Michael Seater, The Mewesical High Cast - "One Saturday Night Away".